# Idu Bugari
Idu Bugari je drugi studijski album zagrebačkog punk sastava Kawasaki 3p.

## O albumu
Objavljen je čak šest godina nakon njihovog debitantskog albuma Kawasaki 3p. Pjesma "Puta Madre" je objavljena kao singl, te je za nju snimljen i spot. Jednu pjesmu s albuma posvetili su legendarnom hrvatskom boksaču, Mati Parlovu. Album je nekoliko tjedana bio najprodavaniji u Hrvatskoj prema službenoj ljestvici prodaje.

## Popis pjesama
| 1.    | »Puta madre«      | 3:07 |
| 2.    | »Idu Bugari 1/4«  | 0:19 |
| 3.    | »Ni da ni ne«     | 4:19 |
| 4.    | »Branko vs. Mate« | 0:48 |
| 5.    | »Mate Parlov«     | 3:08 |
| 6.    | »Zec«             | 2:57 |
| 7.    | »Idu Bugari 2/4«  | 0:08 |
| 8.    | »Niskarastaman«   | 3:58 |
| 9.    | »Fantom«          | 4:44 |
| 10.   | »Sob«             | 2:44 |
| 11.   | »Idu Bugari 3/4«  | 0:15 |
| 12.   | »Mupov-ska«       | 3:57 |
| 13.   | »Riba«            | 3:57 |
| 14.   | »Anđelko«         | 3:53 |
| 15.   | »Idu Bugari 4/4«  | 0:15 |
| 16.   | »K3P - Ringišpil« | 3:26 |
| 41:45 |                   |      |

## Postava sastava
- Tomislav Vukelić "Tomfa" – vokal
- Davor Viduka – gitara
- Toni Babarović "Babke" – gitara
- Mario Boršćak – bas-gitara
- Stjepan Jureković "Štef" – bubnjevi
- Demirel Pašalić – truba
- Igor Pavlica – truba
- Stipe Mađor – truba